# 국립 베르사유 고등 건축학교

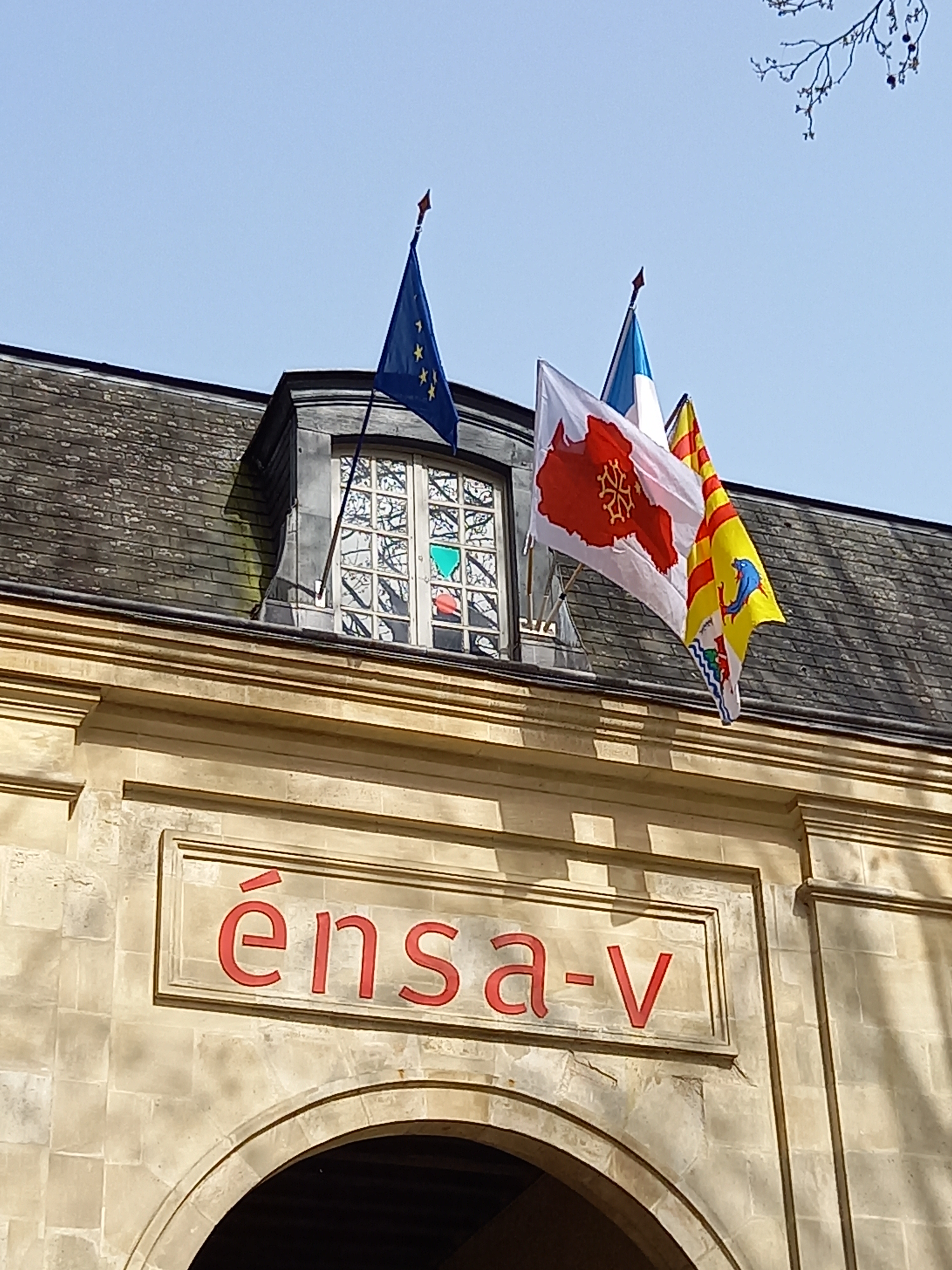

베르사유 건축학교는 베르사유 궁전으로 잘 알려져 있는 프랑스 일드프랑스(Île-de-France) 주의 베르사유시에 소재하고 있는 건축학교이다. 프랑스의 23개의 건축학교 중에 하나인 이 학교는 1969년에 설립되었다.
국립 베르사유 고등 건축학교에서는 일반적인 건축가 양성 과정 외에도 종합대학교들과 연계하여 다양한 프로그램을 실시하고 있는데, 석사과정에서 파리 제1종합대학(팡테옹-소르본)과 연계하여 ‘조경의 역사ㆍ유산ㆍ풍경’(Master Jardins historiques, patrimoine et paysage) 과정이 있으며, 베르사유 생-껑땅 종합대학(Université de Versailles-Saint-Quentin-en-Yvelines)과 ‘건축의 문화와 사회, 그리고 도시 형성의 역사’(Master Histoire culturelle et sociale de l’'architecture et des formes urbaines) 및 ‘영구적 건축ㆍ친환경적 도시 구역 ’(Master construction durable et éco-quartier) 과정이 설립되어 있다. 그리고 마지막으로 이 학교에서는 ‘도시계획 건축가 자격시험’(Préparation au concours d’'architecte urbaniste de l'État: AUE)을 위한 준비반이 마련되어 있다.
또한 국립 베르사유 고등 건축학교에는 4개의 건축학 연구소가 설립되어 있는데, ‘AM’ 연구소에서는 역사ㆍ건축ㆍ도시계획ㆍ사회에 대한 연구, ‘CAT’에서는 문화ㆍ건축ㆍ기술, ‘ICADD’에서는 신기술ㆍ컨셉ㆍ건축ㆍ농촌 개발, ‘ReMAP’에서는 연구ㆍ대도시ㆍ건축ㆍ정책에 대한 주제로 연구가 진행되고 있다. 그리고 이 학교에서는 2년에 한번씩 『LeaV』란 이름의 건축학 학술지를 발간하고 있기도 하다.
이 건축학교는 다른 프랑스의 건축학교들과 마찬가지로 교육부가 아닌 문화ㆍ통신부(Ministère de la Culture et de la Communication) 산하에 소속(ESA, CEDHEC, INSA Strasbourg는 제외)되어 있다.

## 대학 건물
* 쁘띠뜨 에퀴리(Petite Écurie)
베르사유 궁전 입구 맞은편, 베르사유에서 파리로 향하는 대로변에 위치한 이 건축학교의 건물은 루이 14세 시대의 유명한 건축가 ‘쥘 망사르’(Jules Hardouin-Mansart 1646년-1708년: 그랑 트리아뇽 궁전, 베르사유 궁전 증축, 베르사유 궁전의 예배당, 앵발리드의 예배당)에 의해 1681년에 건설된 것으로 ‘쁘띠뜨 에퀴리’(Petite Écurie)라는 이름을 가지고 있다.
‘쁘띠뜨 에퀴리’라는 단어는 프랑스어로 ‘작은 마구간’을 의미하는데, 이 건물은 말 그대로 베르사유 궁전에서 머물고 있던 왕의 말과 마차를 관리하기 위한 마구간으로 사용되었던 곳이다. 이곳은 현재 프랑스 정부로부터 그 가치를 인정받아 역사적 유적물(Monuments historiques)로 지정되어 보호받고 있다.